# Сан-Франсиско-дель-Ринкон
Сан-Франси́ско-дель-Ринко́н (исп. San Francisco del Rincón) — город и административный центр одноимённого муниципалитета в мексиканском штате Гуанахуато. Численность населения, по данным переписи 2010 года, составила 71 139 человек.

## История
Город был основан 21 января 1607 года как поселение с названием Сан-Франсиско-де-Туле. 28 мая 1899 года ему присваивается статус города и современное название.